# Yunfeng (socken i Kina, Sichuan)
Yunfeng (kinesiska: 云峰乡, 云峰) är en socken i Kina. Den ligger i provinsen Sichuan, i den sydvästra delen av landet, omkring 150 kilometer sydost om provinshuvudstaden Chengdu. Antalet invånare är 9 513. Befolkningen består av 4 813 kvinnor och 4 700 män. Barn under 15 år utgör 22,0 %, vuxna 15-64 år 62 %, och äldre över 65 år 15,0 %.
Genomsnittlig årsnederbörd är 1 374 millimeter. Den regnigaste månaden är juli, med i genomsnitt 247 mm nederbörd, och den torraste är december, med 9 mm nederbörd.